# Quintette
« Quintet » redirige ici. Pour les autres significations, voir Quintet (homonymie).

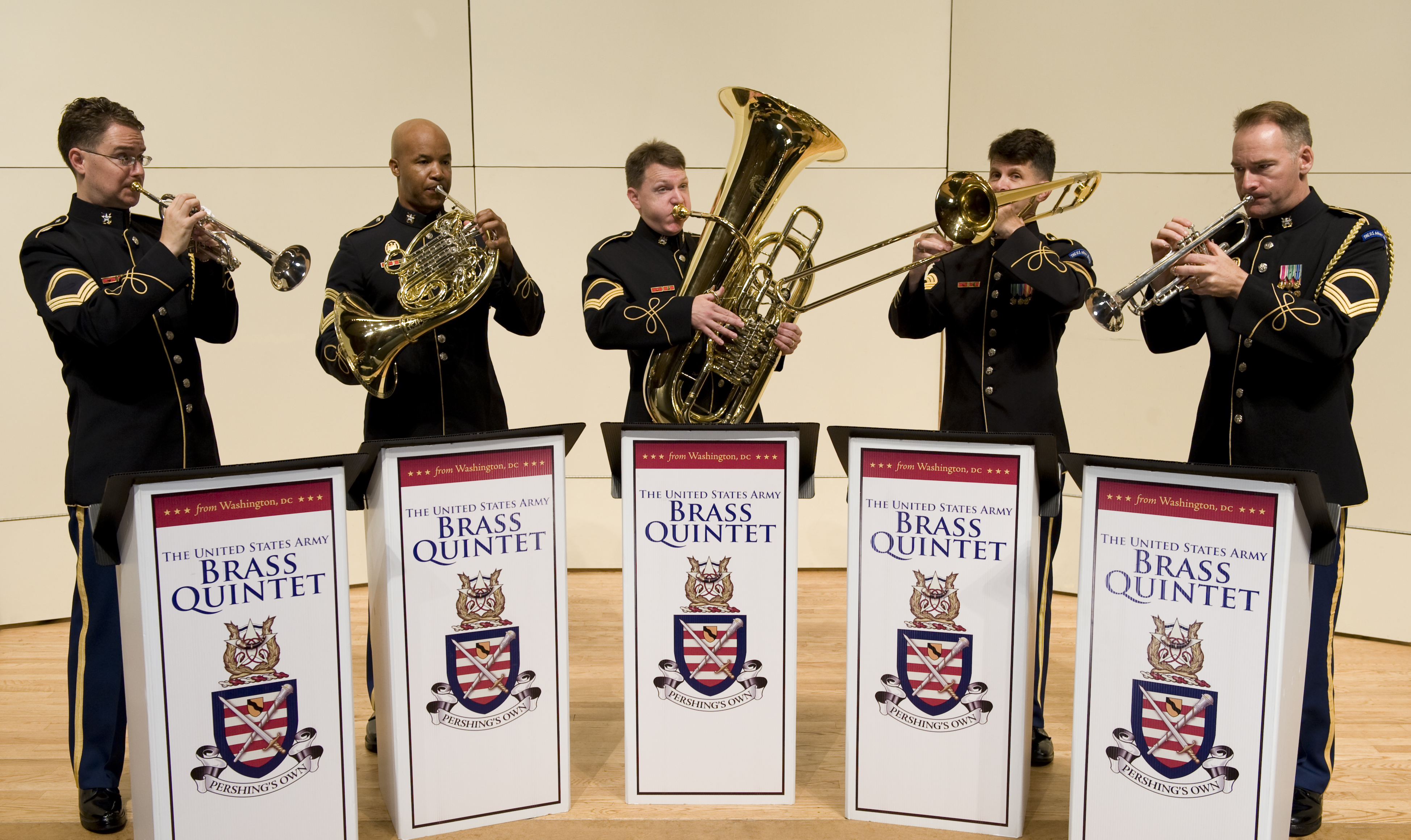
Un quintette de cuivres

En musique, un quintette (ou plus rarement quintuor), intermédiaire entre le quatuor et le sextuor, désigne : 
- un ensemble de cinq chanteurs ou instrumentistes,
- une écriture musicale à cinq parties solistes, avec ou sans accompagnement,
- une œuvre de musique de chambre pour cinq musiciens de genre et de forme très variés.

## Ensemble musical
Un quintette — ou quintet (anglicisme), en jazz — est un ensemble musical composé de cinq musiciens solistes ou de cinq groupes de musiciens, c'est-à-dire cinq pupitres.
En musique classique, et plus précisément en musique de chambre, les combinaisons instrumentales les plus courantes du quintette sont :
- les quatre instruments d'un quatuor à cordes, deux violons, un alto et un violoncelle auxquels s'ajoute un second alto. Mozart, Karl Ditters von Dittersdorf, Boccherini, Mendelssohn, Dvořák et Bruckner ont, entre autres, composé pour ce type de quintette ;
- les quatre instruments d'un quatuor à cordes plus un deuxième violoncelle. Schubert, Boccherini, Onslow, entre autres, ont composé pour ce type de quintette ;
- les quatre instruments d'un quatuor à cordes plus un piano, appelé « quintette avec piano » ou « quintette pour cordes et piano » que l'on rencontre dans les œuvres de Schumann, Brahms, Saint-Saëns, Dvořák, Franck, Fauré, Enesco, et en particulier dans le Quintette avec piano de Chostakovitch.
- chez Dvořák ou Milhaud, on trouve les quatre instruments d'un quatuor à cordes plus une contrebasse.
- la formation constituée d’un piano et d’un quatuor à vent, appelée « quintette pour piano et vents » se rencontre dans les œuvres de Mozart, Beethoven ou Rimski-Korsakov.
- Mozart, Brahms, Weber, ont écrit des quintettes pour quatuor à cordes et clarinette. Les mélanges cordes/vents peuvent être variés comme un quintette de Prokofiev écrit pour hautbois, clarinette, violon, alto et contrebasse.

Nombreux sont aussi les quintettes à vent (flûte, hautbois, clarinette, cor et basson) et les quintettes de cuivres (généralement deux trompettes, un cor, un trombone et un tuba), mais on trouve également toutes sortes de combinaison comprenant cinq instruments avec par exemple des percussions.
L'un des plus célèbres quintettes du répertoire, La Truite de Schubert, est écrit pour piano, violon, alto, violoncelle et contrebasse.

## Genre musical
Un quintette est également un genre musical destiné à ce type de formation. Il désigne alors une pièce musicale à cinq parties simultanées, destinée à être interprétée par cinq solistes, avec ou sans accompagnement.
Dans la musique de chambre, le mot désigne le plus souvent une sonate pour cinq instruments solistes comme dans le quintette à cordes en do majeur de Franz Schubert ou le quintette avec piano de Chostakovitch